# 나토리역
나토리역(일본어: 名取駅, なとりえき)은 일본 미야기현 나토리시에 있는 철도역이다.

## 타는 곳
| 1 | ■ 도호쿠 본선     | 이와누마·시로이시·후쿠시마 방면  |
| 1 | ■ 조반선 열차     | 이와누마·와타리·하라노마치 방면  |
| 1 | SAT 센다이 공항선 | 센다이 공항 방면                 |
| 2 | SAT 센다이 공항선 | 센다이 공항 방면                 |
| 2 | SAT 센다이 공항선 | 센다이 방면                      |
| 3 | ■ 도호쿠 본선     | 센다이·리후·마쓰시마·고고타 방면 |

## 역세권 정보
- 삿포로 맥주 센다이 공장

## 역사
- 1888년 10월 11일: '마스다 역'으로서 영업개시.
- 1963년 5월 25일: 역 명칭 변경. (마스다 → 나토리)
- 2007년 3월 18일: 센다이 공항선이 개통.

## 사진

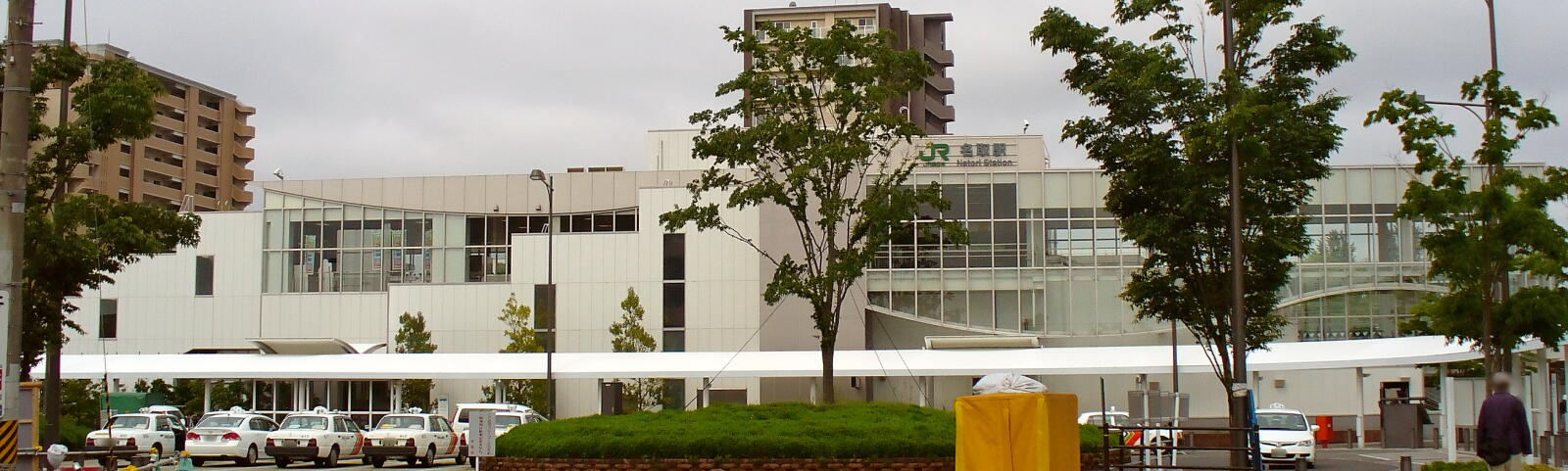
동쪽 역사 모습
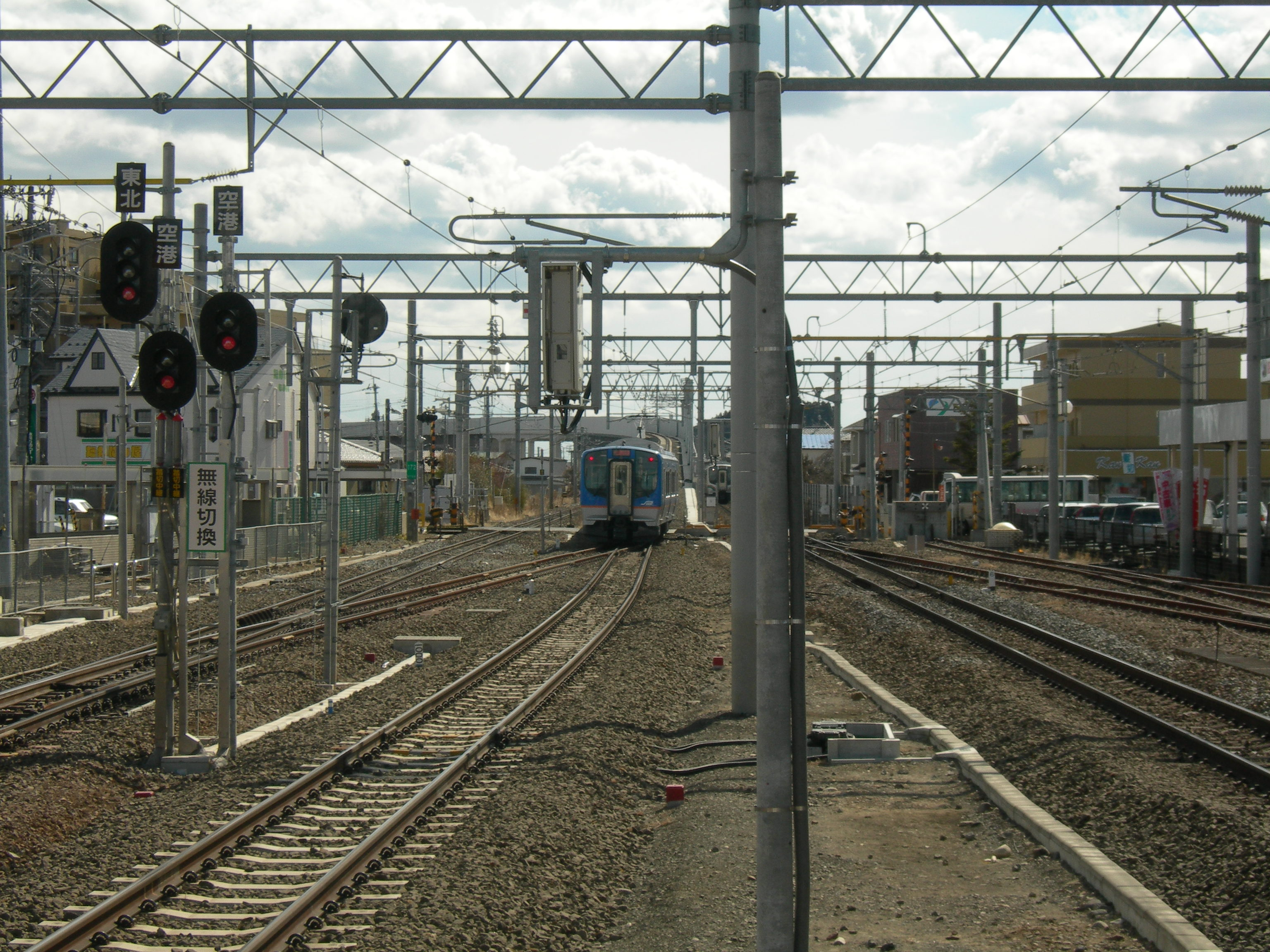
승강장에서부터 도쿄 방면 및 센다이 공항 방면을 바라본 모습

## 인접한 역들
| 동일본 여객철도 ■ 도호쿠 본선                                   | 동일본 여객철도 ■ 도호쿠 본선 | 동일본 여객철도 ■ 도호쿠 본선 |
| --------------------------------------------------------------- | ----------------------------- | ----------------------------- |
| 이와누마 후쿠시마 방면                                          | ● 쾌속 "센다이 시티 래빗"     | 센다이 방면                   |
| 다테코시 후쿠시마 방면                                          | ● 보통                        | 미나미센다이 센다이 방면      |
| 동일본 여객철도 ■ 도호쿠 본선 · ■ 조반선                        |                               |                               |
| 다테코시 하라노마치 방면                                        | ● 보통                        | 미나미센다이 센다이 방면      |
| 동일본 여객철도 ■ 도호쿠 본선 · 센다이 공항철도 ■ 센다이 공항선 |                               |                               |
| 센다이 공항 방면                                                | ● 쾌속                        | 센다이 방면                   |
| 모리세키노시타 센다이 공항 방면                                 | ● 보통                        | 미나미센다이 센다이 방면      |